# Hans de Koning (1934)
Hans de Koning (Gouda, 28 december 1934 – 22 februari 2018) was een Nederlandse voetballer.  

## Biografie
Op 15-jarige leeftijd debuteerde De Koning voor Olympia. Twee jaar later maakte hij de overstap naar Sparta Rotterdam. In 1954 maakte hij zijn debuut tegen Xerxes. Hij scoorde tijdens die wedstrijd het enige doelpunt.
De Koning werd in 1959 kampioen met Sparta Rotterdam en won tweemaal de KNVB Beker, in 1958 en 1962. Hij stond elf keer reserve bij het Nederlands elftal. 
In 1963 brak De Koning zijn scheenbeen, wat het einde van zijn carrière betekende. Hij speelde in totaal een kleine driehonderd wedstrijden voor Sparta. Na zijn carrière opende De Koning een instituut voor massage en heilgymnastiek.
Op 22 februari 2018 overleed hij op 83-jarige leeftijd.

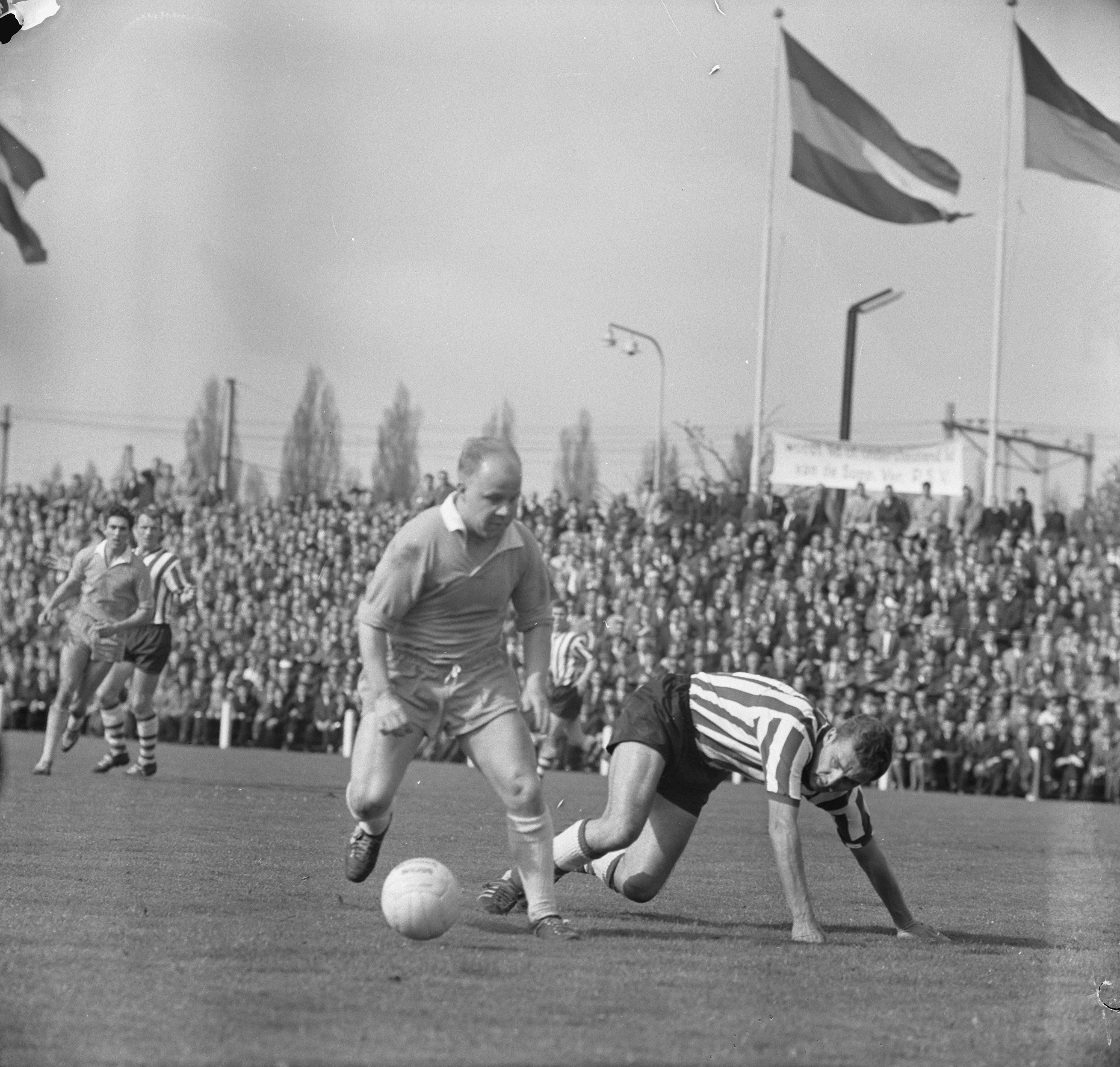
Hans de Koning in duel met PSV-er Gerard Hoenen